# ناحیه شایبس
ناحیه شایبس (به آلمانی: Bezirk Scheibbs) یک ناحیه در اتریش است که در نیدراسترایش واقع شده‌است. ناحیه شایبس ۴۱٬۳۲۹ نفر جمعیت دارد.